# Asunción Valdés
Asunción Valdés Nicolau (Alicante, 1950) es una periodista española.

## Biografía
Licenciada en Ciencias Políticas por la Universidad Complutense de Madrid, graduada en Periodismo por la Escuela de Periodismo de la Iglesia en 1972 y Diplomada en Sociología política por el Centro de Estudios Políticos y Constitucionales de Madrid en 1980 y en Estudios Avanzados en Ciencias Sociales por la Universidad Pontificia de Salamanca en 2007, en 1973 obtuvo una beca del Ministerio de Asuntos Exteriores para cursar estudios de posgrado en el Colegio de Europa de Brujas, el prestigioso instituto cuyo cofundador fue Salvador de Madariaga y cuenta entre otros destacados alumnos con Manuel Marín, exvicepresidente de la Comisión Europea y expresidente del Congreso de los Diputados. Tras su estancia en Brujas, se trasladó a Bruselas para realizar sendos periodos de prácticas en el Comité Económico y Social Europeo y en la Comisión Europea. Es Fellow del German Marshall Fund of the United States.
Comenzó su trayectoria en 1971, en el diario "Patria" de Granada. Un año más tarde era redactora en el Información, en Alicante, su ciudad natal, donde estudió en el Colegio de las Teresianas. Más tarde pasó a la delegación alicantina de La Verdad de Murcia. 
En 1975, inicia su etapa radiofónica en Radio Exterior de España de RTVE. En enero de 1976 fue una de las profesionales que se integró en la primera redacción de El País, trabajando de redactora de Economía Internacional.
En 1977 se traslada a Bonn, la capital de la República Federal de Alemania, como corresponsal de Radio Nacional de España y permanece en Alemania hasta 1982, fecha en la que pasa a ocupar la corresponsalía en Bruselas. En Bonn fue vicepresidenta de la Asociación de la Prensa Extranjera en Alemania (Verein der Ausländische Presse in Deutschland).
En febrero de 1983 regresó a España para hacerse cargo de la primera edición de Telediario de TVE convirtiéndose en la primera mujer editando un telediario. En septiembre de 1983 presentó su dimisión tras la emisión de una entrevista con presuntos homicidas, por entender que se había vulnerado el principio de presunción de inocencia. En 1984 fue la primera directora de En portada, programa de reportajes que dirigió hasta 1985, también en TVE.
De 1986 hasta 1993, dirigió la Oficina del Parlamento Europeo en Madrid en España, cargo que ganó por concurso-oposición entre más de cuatrocientos candidatos. Durante estos seis años, colaboró estrechamente con los presidentes del Parlamento Europeo, Lord Henry Plumb y Enrique Barón Crespo. 
El 1 de febrero de 1993 es nombrada Directora de Relaciones con los Medios de Comunicación de la Casa de S. M. el Rey, con rango de directora general, cargo que ejerció hasta junio de 2003. Fue la primera mujer en ocupar un alto cargo en la Jefatura del Estado, como directora de Comunicación de la Casa Real, es decir, de toda la Familia Real.
En diciembre de 2002, a propuesta de S. M. la Reina, fue nombrada miembro del Patronato de la Fundación Reina Sofía, actividad filantrópica que siguió desarrollando al dejar la Casa del Rey, en su Consejo Asesor. 
La primera actividad profesional que desarrolló al finalizar su década en el Palacio de la Zarzuela, en junio de 2003, fue la de vocal del Consejo Asesor de Ernst & Young España. Allí coincidió entre otras destacadas personalidades, con el expresidente del Gobierno, Leopoldo Calvo-Sotelo, su exsecretario general, Luis Sánchez-Merlo y el exgobernador del Banco de España, Luis Ángel Rojo. 
Desde 2004 hasta 2011 ejerció el cargo de directora general de la Fundación Euroamérica, cuyos presidentes durante su etapa fueron Lord Tristan Garel-Jones, el que fuera ministro de Industria y de Economía, Carlos Solchaga y la exministra austríaca de Asuntos Exteriores y ex comisaria europea, Benita Ferrero-Waldner. En 2011, fue nombrada directora general de Relaciones Externas de Editorial Prensa Ibérica (EPI), uno de los grupos de Comunicación más importantes de España, cuyo presidente es Javier Moll.
En mayo de 2015, asistió a las Masterclass de la London School of Economics sobre "The transformation of politics in Europe", impartidas en la Fundación Ramón Areces de Madrid.
Ha sido vocal del Patronato de la Fundaçao Luso-Española y miembro del Consejo Académico del Máster en Derecho Comunitario de la Universidad Carlos III de Madrid.
Desde febrero de 2017, desarrolla de forma independiente sus conocimientos y experiencia en Comunicación, Unión Europea e Instituciones. Es conferenciante de Femmes d´Europe y miembro del Consejo Asesor de la Fundación Conexus Madrid-Comunidad Valenciana. Sigue escribiendo en distintos medios informativos, entre ellos, los diarios de Prensa Ibérica y la revista Fleet People.
Ha colaborado con otros autores en los libros: "Die Medien in Europa" (Zentrum für Kunst and Medientechnologie, Karlsruhe 1990) y "Ahora contamos nosotras. 25 historias de éxito femenino" (Federación Española de Mujeres Directivas, Profesionales y Empresarias, FEDEPE, 2017).

## Premios y distinciones
- En 1993, fue IMPORTANTE del diario Información.
- En 1996, recibió el Premio de la Federación Española de Directivas, Ejecutivas, Profesionales y Empresarias (FEDEPE).
- En 2000, fue distinguida con el Premio Flor por la Asociación Dones i Comunicaciò.
- En 2002, le fue concedido el Premio Seco de Lucena de la Asociación de la Prensa de Granada por su trayectoria profesional.
- En 2003, fue designada "Mujer que hace época", por la revista "Época".
- En 2003 fue condecorada como reconocimiento a su trabajo en la Casa del Rey con la Encomienda de número de la Orden de Carlos III. Con anterioridad, S. M. el Rey le había concedido la Enconmienda de número de la Orden del Mérito Civil. Asunción Valdés tiene el tratamiento de Ilustrísima.
- En 2004 fue nombrada Caballero de la Orden Nacional de la Legión de Honor de Francia por el presidente de la República, Jacques Chirac.[7]
- Desde octubre de 2006, una calle de Alicante lleva el nombre de "Periodista Asunción Valdés".
- En 2014 recibió el Premio Hermes de la ATR (Asociación de Telespectadores, Radioyentes y Consumidores de Medios de la Comunidad Valenciana).
- En 2015, fue galardonada con la Medalla de Oro del Instituto Mediterráneo de Protocolo, de la Universidad Miguel Hernández.